# Glatigny (Moselle)
Pour les articles homonymes, voir Glatigny.
Glatigny [glatiɲi] est une commune française située dans le département de la Moselle à douze kilomètres au nord-est de Metz. Elle possède pour annexe Béville et la ferme de La Bruyère.

## Géographie

### Hydrographie
La commune est située dans le bassin versant du Rhin au sein du bassin Rhin-Meuse. Elle est drainée par le ruisseau de Vallieres et le ruisseau de la Rigole.
Le ruisseau de Vallieres, d'une longueur totale de 14 km, prend sa source dans la commune et se jette dans un bras mort de la Moselle à Saint-Julien-lès-Metz en limite avec Metz, après avoir traversé neuf communes.

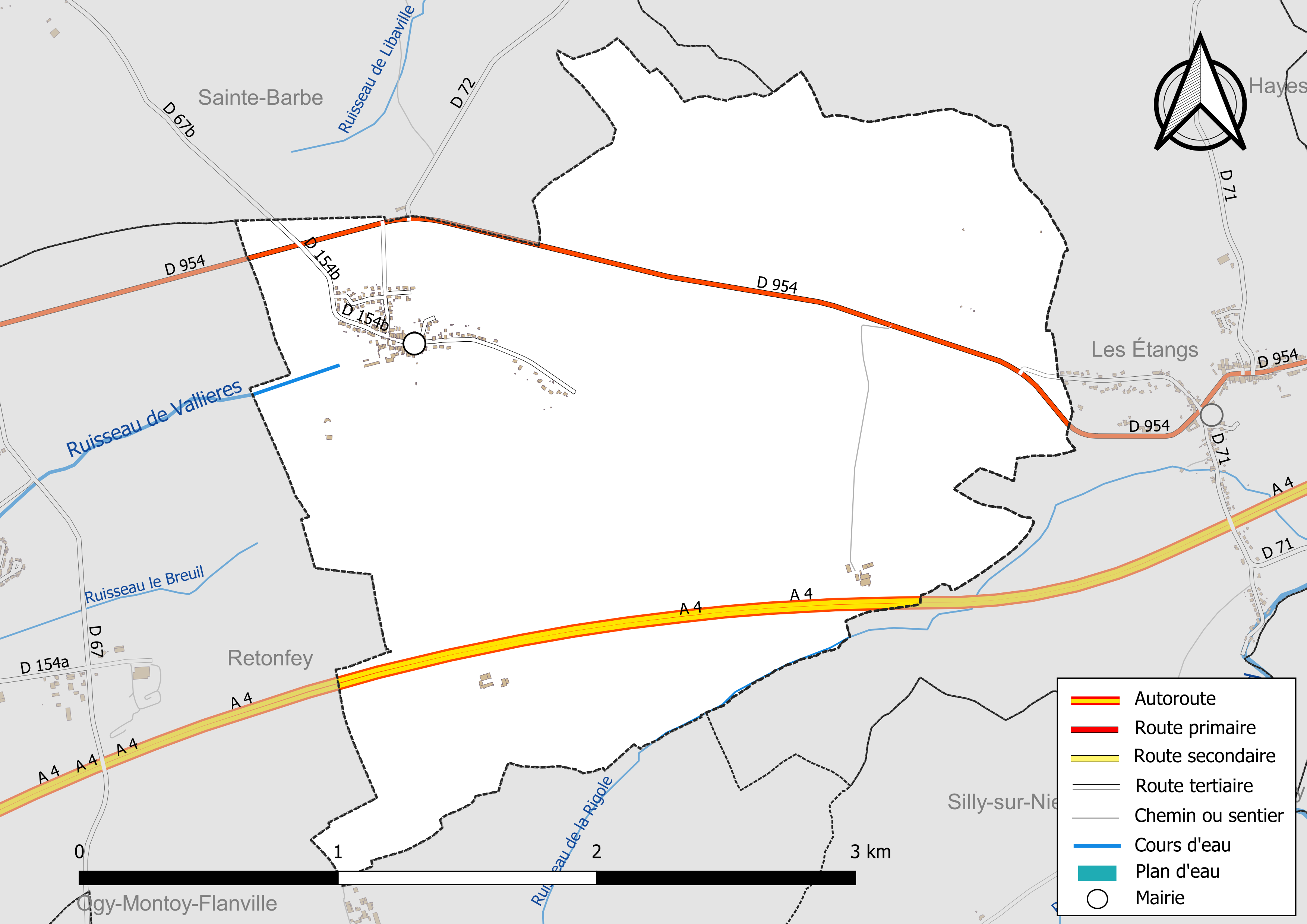
Réseaux hydrographique et routier de Glatigny.

La qualité des eaux des principaux cours d’eau de la commune, notamment du ruisseau de Vallières, peut être consultée sur un site spécial géré par les agences de l’eau et l’Agence française pour la biodiversité.

### Climat
Pour des articles plus généraux, voir Climat du Grand Est et Climat de la Moselle.
En 2010, le climat de la commune est de type climat des marges montargnardes, selon une étude du Centre national de la recherche scientifique s'appuyant sur une série de données couvrant la période 1971-2000. En 2020, Météo-France publie une typologie des climats de la France métropolitaine dans laquelle la commune est exposée à un climat semi-continental et est dans la région climatique  Lorraine, plateau de Langres, Morvan, caractérisée par un hiver rude (1,5 °C), des vents modérés et des brouillards fréquents en automne et hiver. 
Pour la période 1971-2000, la température annuelle moyenne est de 9,5 °C, avec une amplitude thermique annuelle de 16,8 °C. Le cumul annuel moyen de précipitations est de 825 mm, avec 12,2 jours de précipitations en janvier et 9,2 jours en juillet. Pour la période 1991-2020, la température moyenne annuelle observée sur la station météorologique de Météo-France la plus proche, « Metz-Frescaty », sur la commune d'Augny à 18 km à vol d'oiseau, est de 11,1 °C et le cumul annuel moyen de précipitations est de 713,5 mm. 
La température maximale relevée sur cette station est de 39,7 °C, atteinte le 25 juillet 2019 ; la température minimale est de −23,2 °C, atteinte le 17 février 1956,,. 
Les paramètres climatiques de la commune ont été estimés pour le milieu du siècle (2041-2070) selon différents scénarios d'émission de gaz à effet de serre à partir des nouvelles projections climatiques de référence DRIAS-2020. Ils sont consultables sur un site spécial publié par Météo-France en novembre 2022.

## Urbanisme

### Typologie
Au 1er janvier 2024, Glatigny est catégorisée commune rurale à habitat dispersé, selon la nouvelle grille communale de densité à sept niveaux définie par l'Insee en 2022.
Elle est située hors unité urbaine. Par ailleurs la commune fait partie de l'aire d'attraction de Metz, dont elle est une commune de la couronne,. Cette aire, qui regroupe 245 communes, est catégorisée dans les aires de 200 000 à moins de 700 000 habitants,.

### Occupation des sols
L'occupation des sols de la commune, telle qu'elle ressort de la base de données européenne d’occupation biophysique des sols Corine Land Cover (CLC), est marquée par l'importance des territoires agricoles (81,4 % en 2018), une proportion identique à celle de 1990 (81,4 %). La répartition détaillée en 2018 est la suivante :
terres arables (71,4 %), forêts (18,4 %), zones agricoles hétérogènes (10 %), milieux à végétation arbustive et/ou herbacée (0,1 %). L'évolution de l’occupation des sols de la commune et de ses infrastructures peut être observée sur les différentes représentations cartographiques du territoire : la carte de Cassini (XVIIIe siècle), la carte d'état-major (1820-1866) et les cartes ou photos aériennes de l'IGN pour la période actuelle (1950 à aujourd'hui).

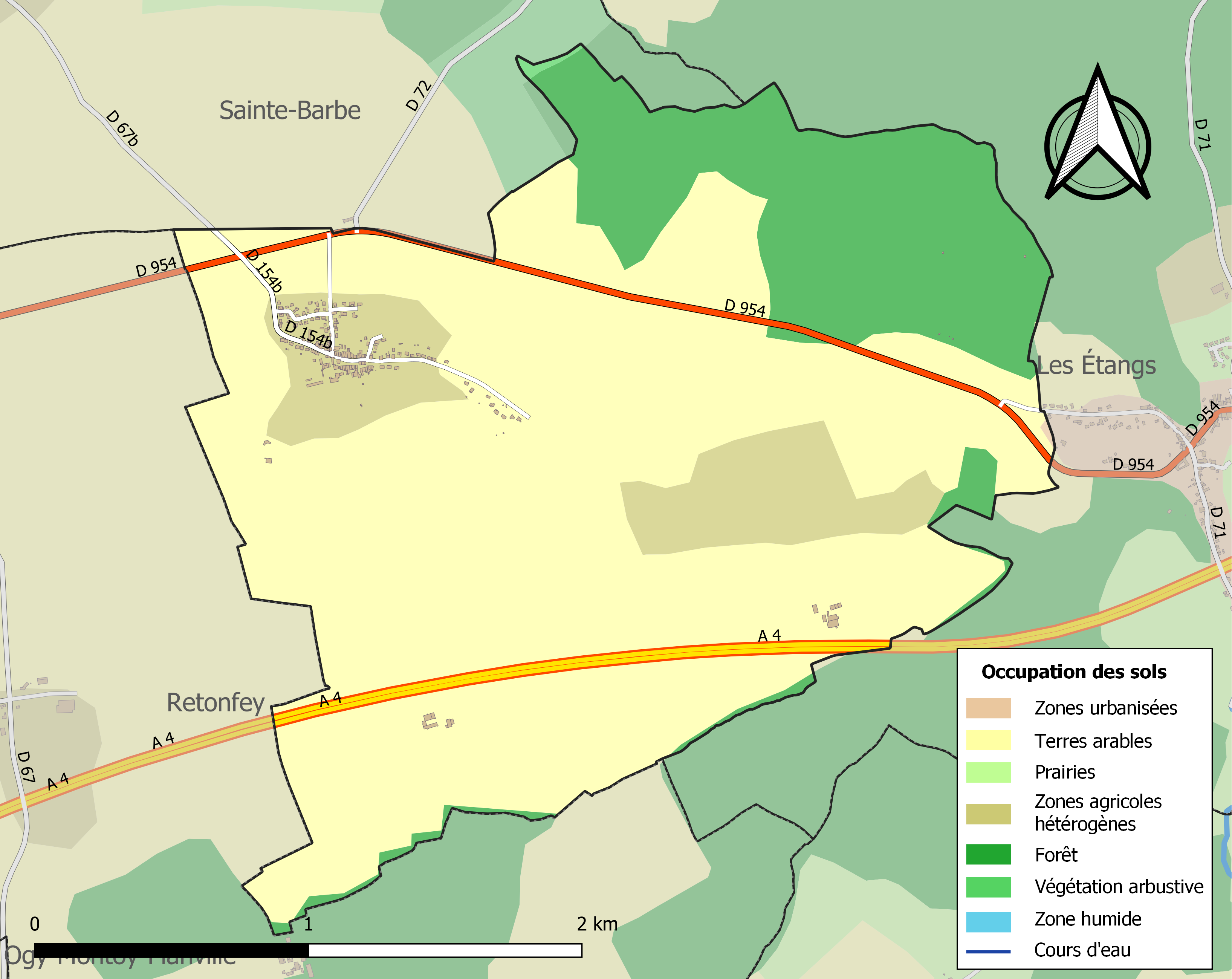
Carte des infrastructures et de l'occupation des sols de la commune en 2018 (CLC).

## Toponymie
Le nom de la localité est attesté sous les formes Glatignei en 1192, ; Gletinei au XIIIe siècle ; Gletigney en 1206, Glatigney, Glaiteney en 1339 ; Glaitigney en 1404 ; Glaitegney en 1514 ; Glattigney en 1516.
La prononciation dialectale en lorrain roman est « Guiaitni ».
Il s'agit d'un toponyme formé avec le suffixe gallo-roman -(I)ACU ou -IN-IACU, autrement noté -(i)-acum. Le premier élément est généralement expliqué par un anthroponyme par les spécialistes. On a ici affaire à un type toponymique extrêmement répandu dans le Nord de la France (par exemple, on compte près de 40 lieux portant ce nom en Normandie, dont Glatigny, Manche, Glatigneio vers 1170. On note aussi des variantes comme Glatiney (Eure), Glatigné (Mayenne), jusqu'au sud ouest comme en témoigne Glatignat (Haute-Vienne), etc.). La forme initiale de ce type toponymique devait être *GLATTINIACU.
Xavier Delamarre citant François Falc'hun envisage, pour Glatigny (Manche), une explication par le gaulois *Glasso-tanno, chêne vert (cf. vieux cornique glastannen). On retrouve une explication analogue chez Albert Dauzat et Charles Rostaing qui envisagent, pour Glatigny (Manche), un nom de personne gaulois Glastinus sur *glas-to « vert » aussi suivi du suffixe (-i)-acum.
François de Beaurepaire, pour Glatigny (Manche),  propose un composé de ce même suffixe (-i)-acum, précédé du nom de personne germanique *Glattinus, hypocoristique de l'anthroponyme *Glatto, postulé par le nom de personne germanique dérivé Glatoldus, cité par Marie-Thérèse Morlet et le toponyme Glatens, suivi du suffixe germanique -ing(-os). En outre, certains noms en (-i)-acum sont basés sur un anthroponyme germanique, surtout dans le domaine de la langue d'oïl, ainsi trouve-t-on Botto / Bottinus dans Boutigny, Brekko / Brekkinus dans Brécquigny ou Iso / Isinus dans Isigny.
Les explications de X. Delamarre et A. Dauzat, phonétiquement possibles, se heurtent à une double difficulté : l'absence d'attestation d’un [s] (c'est-à-dire *Glasteniacum). En effet, aucune des formes anciennes pour les différents Glatigny ne témoigne de la présence de cette consonne. En outre, les formations de ce type sont plutôt typiques du domaine d'oïl, ainsi, la signification d'« endroit où pousse des chênes verts » ne correspond pas à la zone de diffusion de cette essence qui ne croît (croissait) pas au-delà du Sud de la région parisienne.
L'argumentation de F. de Beaurepaire n'est guère plus solide : il est improbable qu'un anthroponyme germanique, non attesté, ne se retrouve qu'en composition avec le suffixe (-i)-acum dans un type toponymique par ailleurs fréquent.
Par contre, Michel Roblin y a vu un ancien radical *glat(t)- « collant », dont on peut retrouver de nombreux dérivés attestés dans l'aire d'extension du toponyme Glatigny et ses variantes : ainsi, une terre compacte est dite glatte ou glette en Indre-et-Loire et dans le Sud-Est de l'Orne; dans une zone plus large encore, ce terme ou l'une de ses variantes (glat, glarde…) désigne une « terre durcie », une « terre collante ». La forme glette est aussi attestée dans l'Eure en tant que substantif pour désigner une substance cartilagineuse, gluante et grasse, semblable à de la gélatine. Plus au sud (Vendée, Vienne, Centre), le terme glas, glat (féminin glatte) prend le sens de « (pain) non levé, compact »,.
Michel Roblin propose donc pour *GLATTINIACU, un « lieu caractérisé par une terre collante ou durcie ». La racine *glatt- remonterait au bas-latin *glatidus (d'où le gallo-roman *GLATTU), dérivé du substantif glatia « glaise »,.

## Histoire
La commune est située sur la voie romaine reliant Metz à Worms. Elle appartient au territoire de la principauté épiscopale de Metz suivant le don fait en 1018 par le roi allemand Henri II de la « réserve royale » comprise entre la Seille et la Nied allemande.
Plus tard, à partir du XIIe siècle, le pouvoir dans la cité de Metz était passé des mains de l'évêque à celles des riches patriciens constitués en groupes de familles apparentées, appelées pour cela les paraiges. La cité était divisée en cinq mairies et un maître échevin dirigeait tout ce collège. Village du Pays messin, Glatigny, comme Sainte-Barbe, Hayes et Vry, est située sur le territoire appelé Haut Chemin qui est rattaché au paraige messin de la Porte Mazelle.
Glatigny est partagée en trois bans :
- le ban Saint-Vincent, appartint à l’abbaye Saint-Vincent puis aux moines Trinitaires ;
- le ban Paragon fut engagé à Jean Drouin puis aux familles de Heu, Baudoche, Vigneulles et le Goullon ;
- le ban de Villers, où se trouvait le vieux château appartint à la seigneurie de Villers-Laquenexy dont les maîtres furent entre autres Nicole Louve et la famille de Qouray.

La ferme de la Bruyère était la propriété de la seigneurie des Étangs.
Au XVIe siècle, la seigneurie de Glatigny est aux mains de Blaise ou Saint-Blaise. Daniel de Saint-Blaise, marchand, ayant obtenu le titre de sire en octobre 1584, avait épousé Marthe Rollin dont le père Philippe Rollin était receveur de la cité. Leur fils, Daniel II, aman et l'un des Treize[Quoi ?] en 1642, député de Metz en 1645, lui succéda et prit le titre de seigneur de Glatigny. Il avait épousé en 1697 Marie de Montigny ; puis, devenu veuf, Jacqueline Charpentier. À sa mort la seigneurie fut divisée en deux, à Anne l'héritière de Marie de Montigny échut une moitié, aux héritiers de Jacqueline Charpentier l'autre moitié. Au XVIIIe siècle, la seigneurie est aux mains de la famille Le Goulon.
Le 25 septembre 1669, un petit enfant du village, Didier Le Moyne, disparaît alors qu'il accompagnait sa mère à la fontaine. Un marchand juif de Boulay, Raphaël Lévy, qui se rendait à Metz le même jour est accusé à tort d'avoir enlevé l'enfant à des fins de « meurtre rituel ». Il est condamné à être brûlé vif par le Parlement de Metz et après les tortures de la question, subit ce supplice sur la place de Seille à Glatigny le 17 janvier 1670. Après le bûcher de Lévy, la communauté juive est persécutée par ses voisins. Pour les Juifs, le village de Glatigny devient un village maudit (geässert), où ils décident qu'ils ne s'y rendront plus et devront le contourner en hiver dès la tombée du jour. Mais le 19 janvier 2014, 344 ans après ce double drame, une plaque est inaugurée dans le village à la mémoire de Raphaël Lévy, en présence du maire, des autorités rabbiniques et consistoriales et de représentants de l'État. Par suite de cette reconnaissance officielle de l'innocence de Raphaël Lévy, Glatigny cesse d'être un village « maudit » pour les Juifs et devient un symbole de la bonne entente et du dialogue entre les différentes confessions,,.
En 1844, on y trouve 282 individus et 38 maisons. L'école est fréquentée par 29 garçons et 12 filles. Territoires : 597 hectares dont 219 en bois et 29 en friches (un four à chaux appartenant à M. Joinville).

## Héraldique
| Blason | Blasonnement : D'azur à une ancre d‘or posée en barre mouvant d'une mer d‘argent et accompagné en chef d'un triangle accosté de deux étoiles, le tout aussi d‘argent. Commentaires : Ce sont les armes de la famille messine Blaise qui a possédé la seigneurie de Glatigny au XVIIe siècle. |

## Politique et administration
| Période                                  | Période   | Identité        | Étiquette | Qualité |
| ---------------------------------------- | --------- | --------------- | --------- | ------- |
|                                          | mars 1977 | Louis Houzelle  |           |         |
| mars 1977                                | mars 1995 | Henri Pierron   |           |         |
| mars 1995                                | mars 2001 | Jean-Luc Winkel |           |         |
| mars 2001                                | mars 2008 | Fabrice Guibert |           |         |
| mars 2008                                | En cours  | Victor Stallone |           |         |
| Les données manquantes sont à compléter. |           |                 |           |         |

## Démographie
L'évolution du nombre d'habitants est connue à travers les recensements de la population effectués dans la commune depuis 1793. Pour les communes de moins de 10 000 habitants, une enquête de recensement portant sur toute la population est réalisée tous les cinq ans, les populations de référence des années intermédiaires étant quant à elles estimées par interpolation ou extrapolation. Pour la commune, le premier recensement exhaustif entrant dans le cadre du nouveau dispositif a été réalisé en 2008.

En 2022, la commune comptait 259 habitants, en évolution de +3,19 % par rapport à 2016 (Moselle : +0,52 %, France hors Mayotte : +2,11 %).
| 1793 | 1800 | 1806 | 1821 | 1836 | 1841 | 1861 | 1866 | 1871 |
| ---- | ---- | ---- | ---- | ---- | ---- | ---- | ---- | ---- |
| 195  | 191  | 220  | 237  | 250  | 282  | 242  | 239  | 200  |

| 1875 | 1880 | 1885 | 1890 | 1895 | 1900 | 1905 | 1910 | 1921 |
| ---- | ---- | ---- | ---- | ---- | ---- | ---- | ---- | ---- |
| 192  | 197  | 187  | 189  | 182  | 160  | 170  | 147  | 144  |

| 1926 | 1931 | 1936 | 1946 | 1954 | 1962 | 1968 | 1975 | 1982 |
| ---- | ---- | ---- | ---- | ---- | ---- | ---- | ---- | ---- |
| 131  | 107  | 117  | 85   | 114  | 85   | 89   | 94   | 195  |

| 1990 | 1999 | 2006 | 2008 | 2013 | 2018 | 2022 | - | - |
| ---- | ---- | ---- | ---- | ---- | ---- | ---- | - | - |
| 220  | 253  | 276  | 282  | 256  | 261  | 259  | - | - |

## Lieux et monuments
- Ferme-château, donjon du XVIIe siècle, pigeonnier.
- Ferme de Béville[36]
- Ferme de la Bruyère
- Passage d'une voie romaine[37]
- La croix à l'entrée du village
- Salle des fêtes
- Lavoir, sources.

### Édifice religieux
- Commune sans église[38].

## Personnalités liées à la commune
- Émile Job (1874-1932), médecin colonel, chevalier de la Légion d’honneur (1915), né à Béville[39].